# Ligne S9 du RER bruxellois
Pour les articles homonymes, voir S9.
La ligne S9 du RER bruxellois, plus simplement nommée S9, est une ligne de train de l'offre ferroviaire suburbaine à Bruxelles, étape du projet Réseau express régional bruxellois, elle traverse Bruxelles sur un axe Sud-Nord : Nivelles - Bruxelles (Schuman) - Louvain - Landen.
Elle emprunte les infrastructures de la ligne 124 (Bruxelles - Charleroi), de la ligne 26 (Hal - Vilvorde) et de la ligne 36 (Bruxelles - Liège).

## Histoire

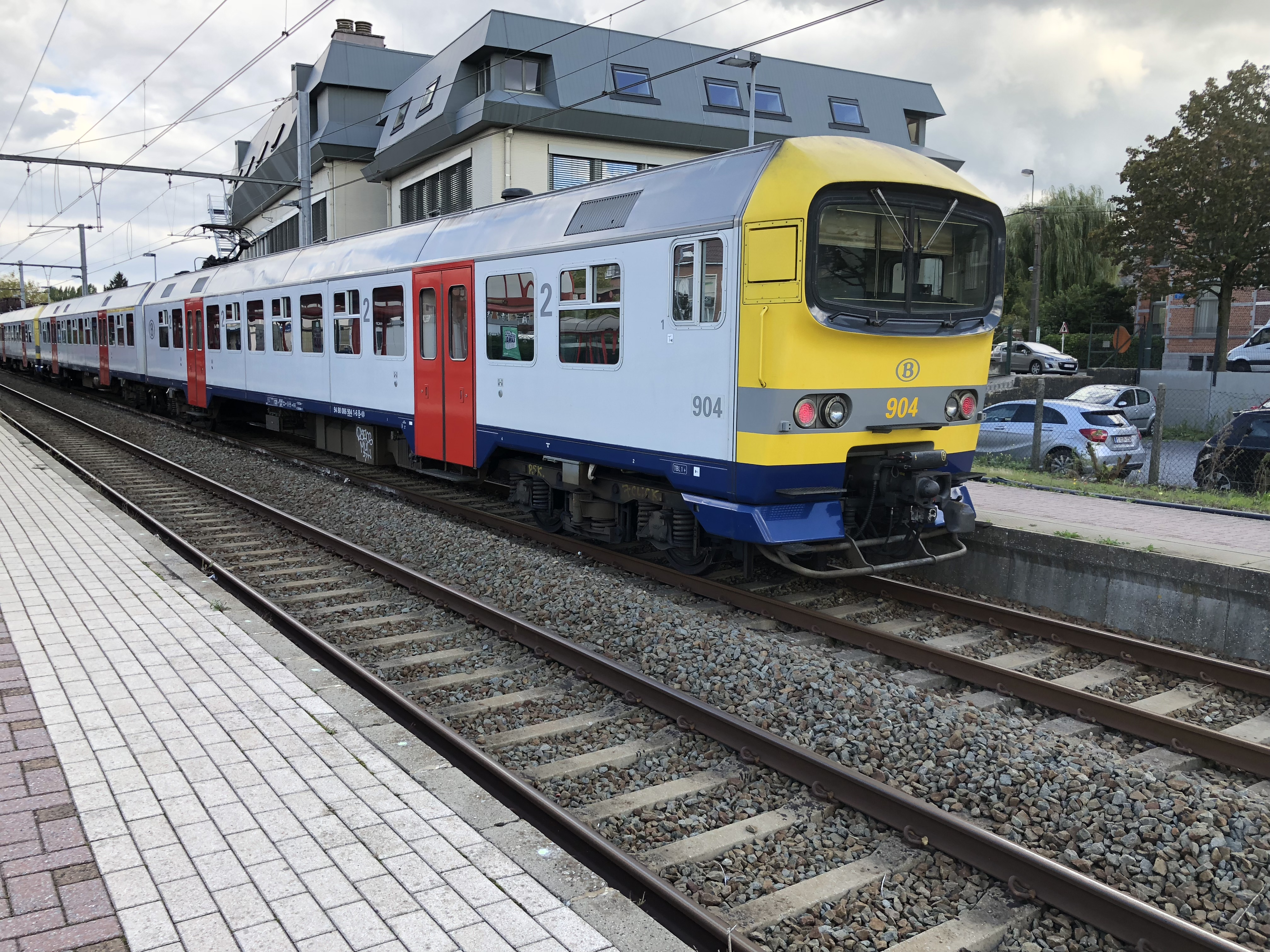
Automotrice AM86 en gare de Braine-l'Alleud.

La ligne S9 fait partie de l'offre ferroviaire S de Bruxelles lancée le 13 décembre 2015,. Elle était, durant sa première année, exploitée uniquement aux heures de pointe.
Elle permet la desserte conjointe des lignes 124, 26, 161A y compris le tunnel Schuman-Josaphat, à nouveau 26, et de la ligne 36 sans nécessiter de correspondance. Son parcours est partiellement commun avec celui des trains S19 Charleroi-Central - Brussels-Airport-Zaventem mais ces derniers ne desservent pas toutes les gares intermédiaires bruxelloises.
Depuis le mois de décembre 2021, tous les trains S9 (sauf en fin de journée) ont leur terminus à Landen au lieu de Louvain (auparavant Landen était seulement desservie aux heures de pointe). De l'autre côté de la ligne, depuis février 2022, grâce à la mise en service de 2 quais supplémentaires à la gare de Nivelles, tous les trains ont leur terminus à Nivelles au lieu de Braine-l'Alleud.
Entre le 4 septembre 2023 et le 28 avril 2024, la mise à voie unique de la ligne 26 entre Y Boondael et Y Linkebeek-Hal entraîne provisoirement un changement du parcours des trains S9, lesquels sont limités au trajet de Landen à Bruxelles-Luxembourg,. En gare de Bruxelles-Luxembourg, les rames repartent comme trains S7 vers Delta et Malines et vice-versa.

## Liste des gares

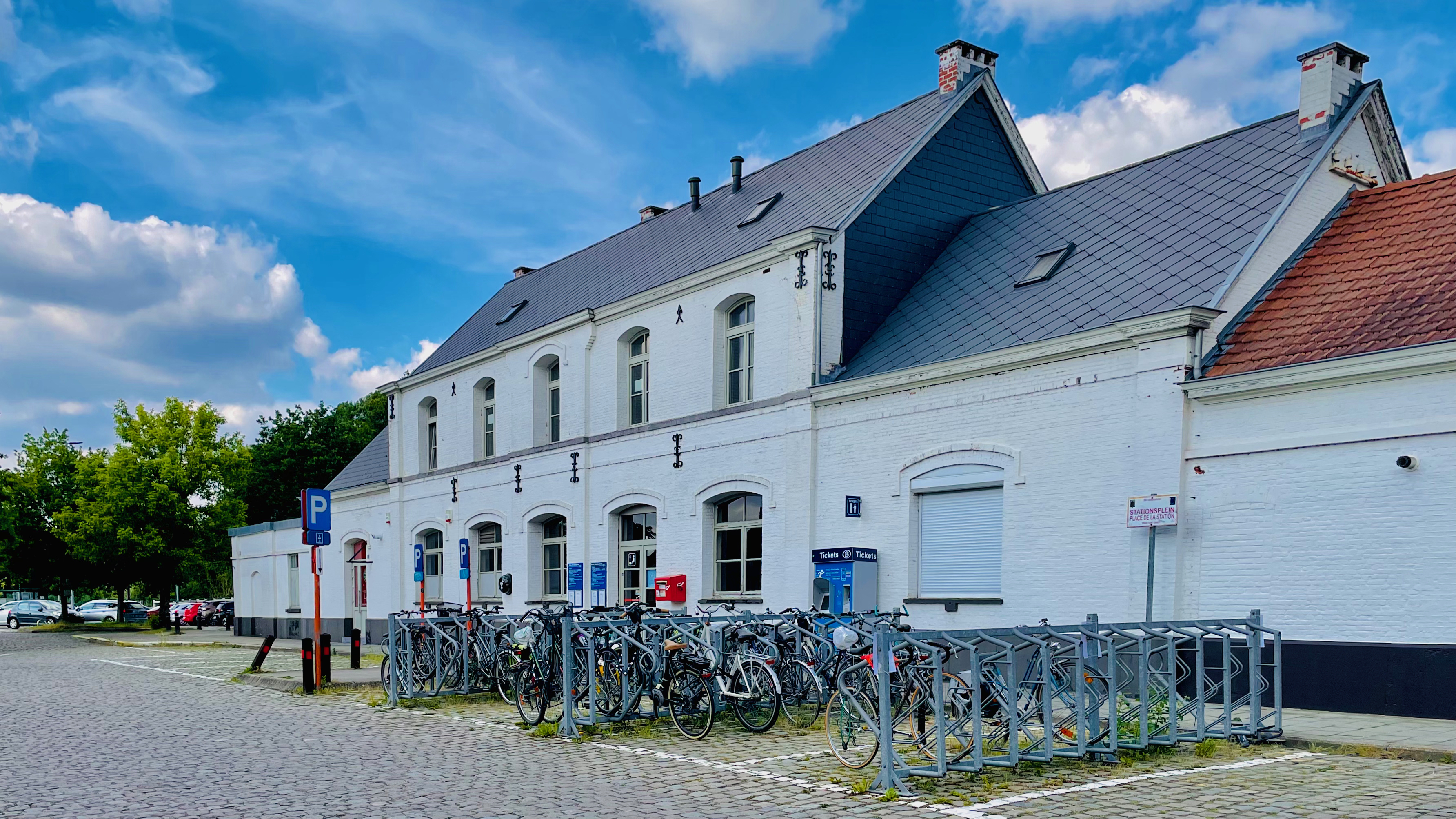
Rhode-Saint-Genèse.

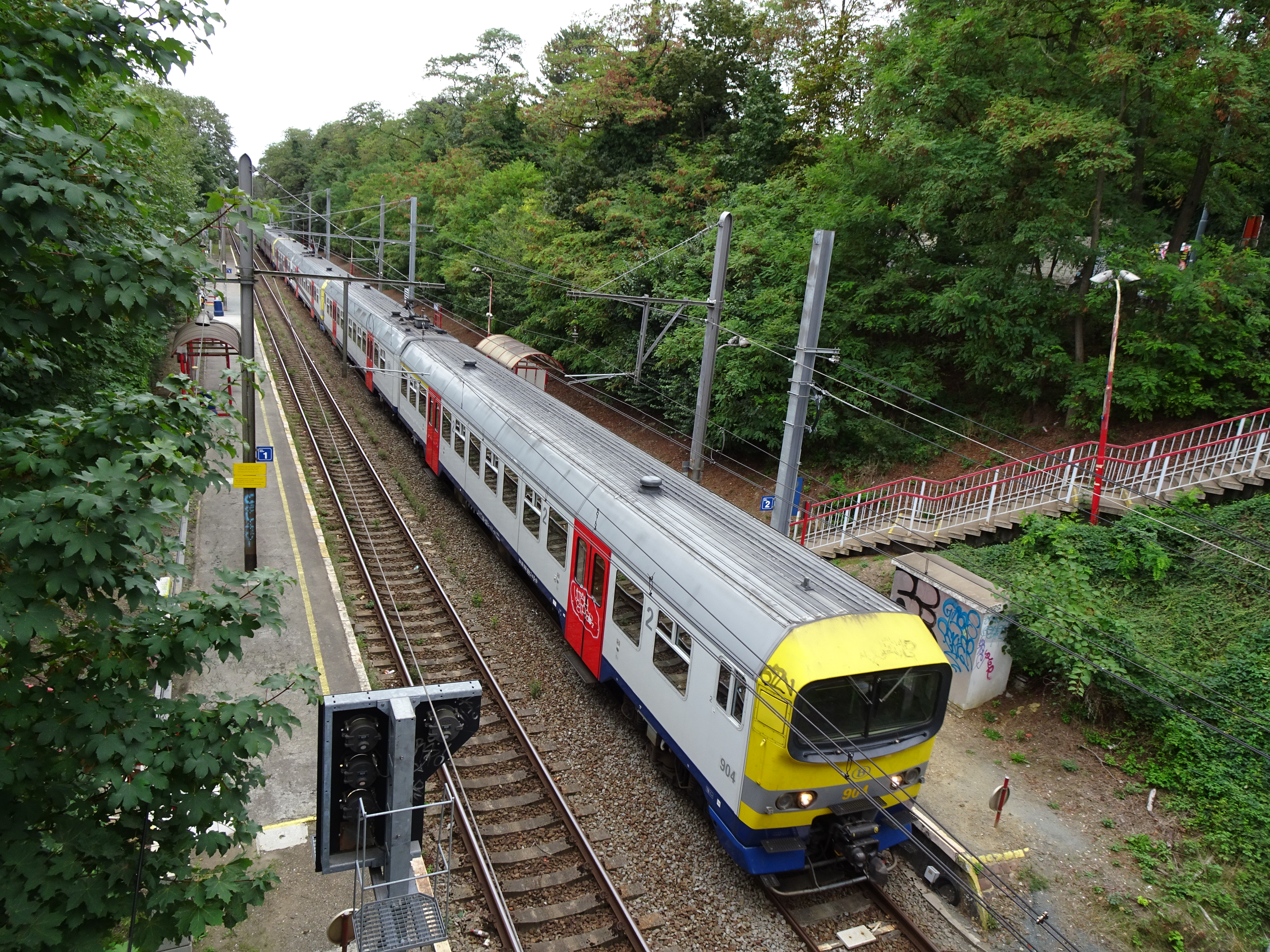
Saint-Job.

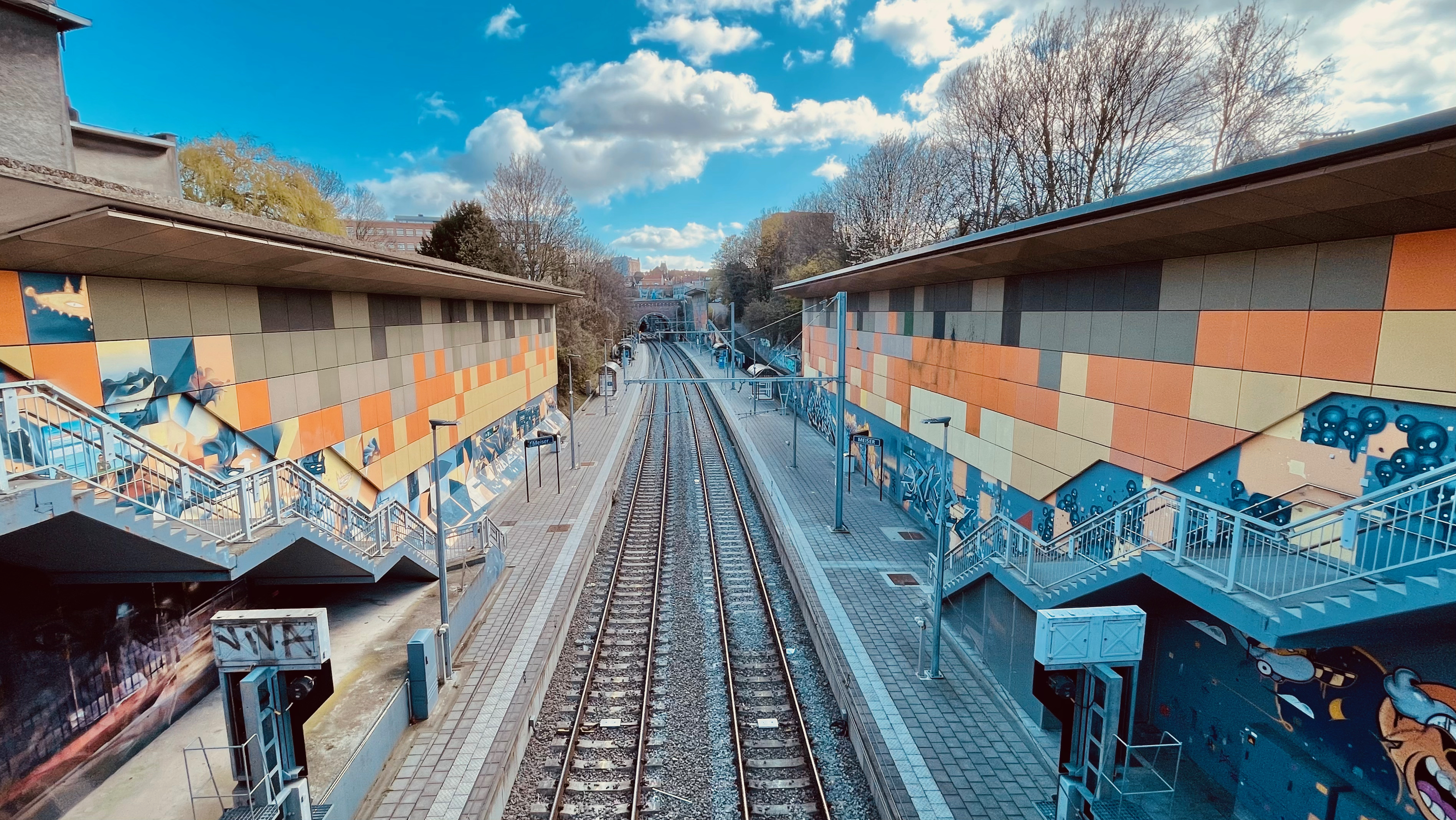
Meiser.

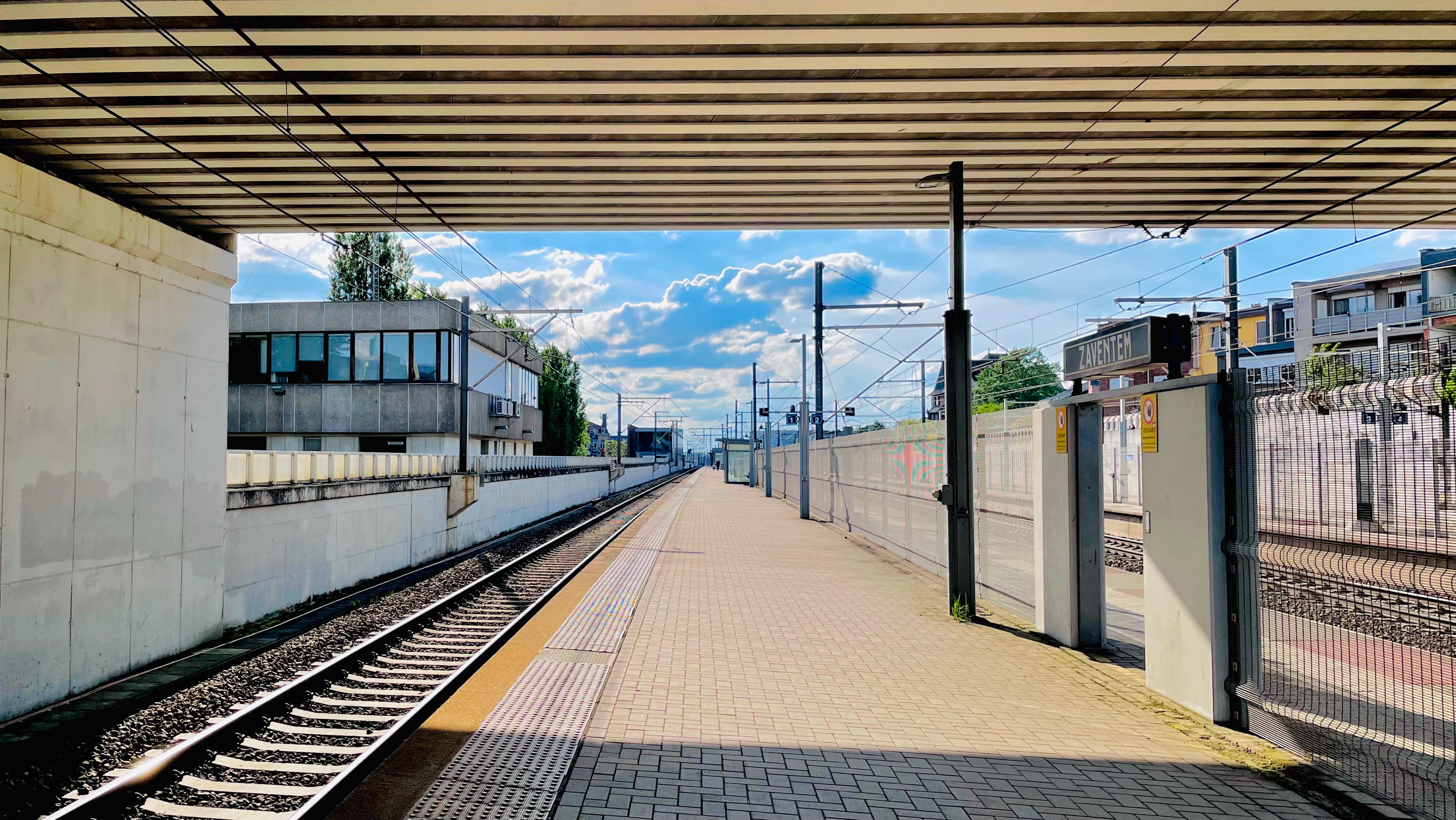
Zaventem.

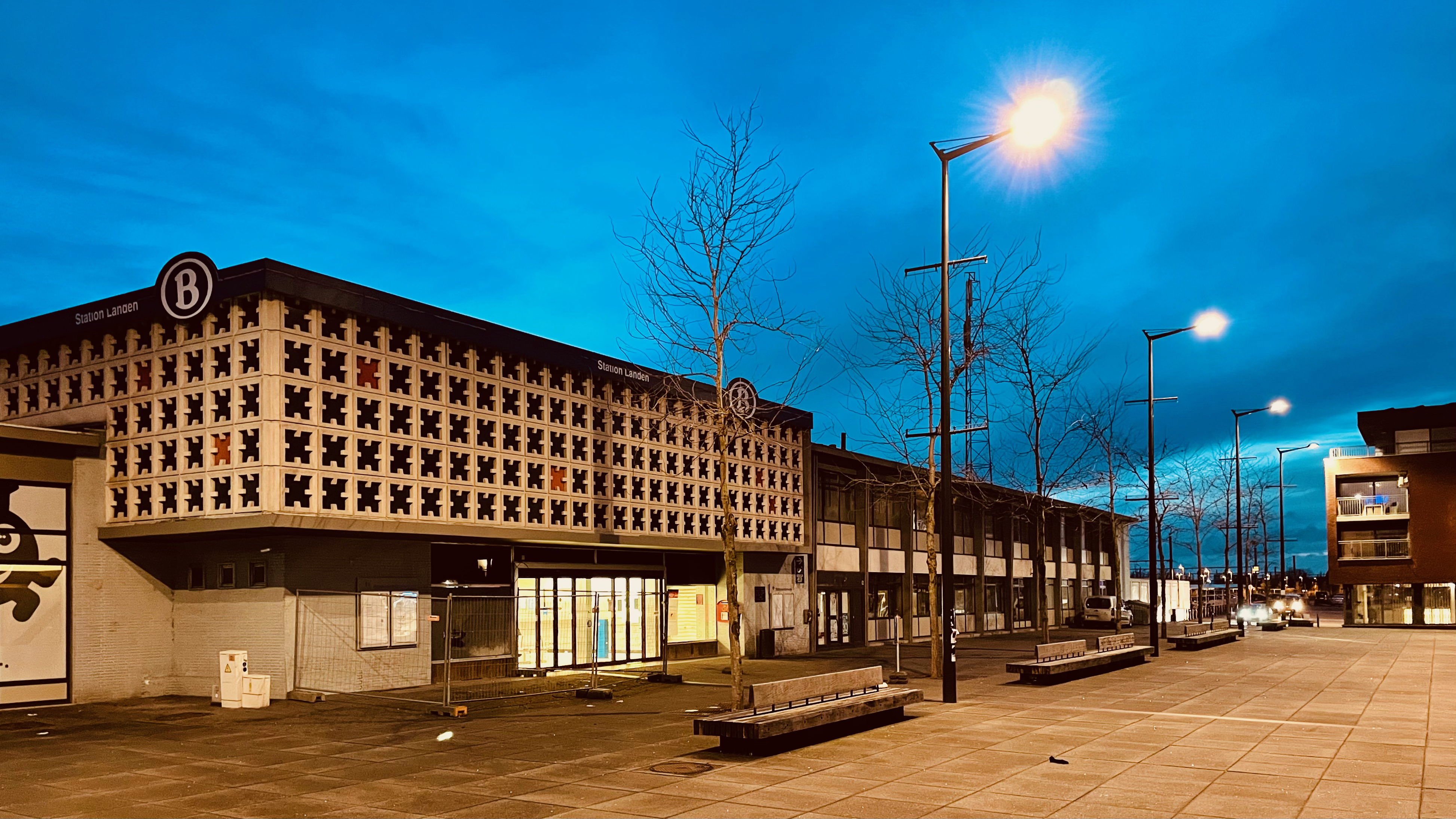
Landen.

La desserte de la ligne S9 comporte les gares suivantes :
- Nivelles
- Lillois
- Braine-l’Alleud
- Waterloo
- Rhode-Saint-Genèse
- Linkebeek
- Saint-Job
- Vivier d’Oie
- Boondael
- Etterbeek
- Germoir
- Bruxelles-Luxembourg
- Schuman
- Meiser
- Evere
- Bordet
- Diegem
- Zaventem
- Kortenberg
- Herent
- Louvain
- Vertrijk
- Tirlemont
- Ezemaal
- Neerwinden
- Landen

## Exploitation
Elle est actuellement exploitée, uniquement en semaine, au rythme d’un train par heure dans chaque sens sans train supplémentaire aux heures de pointe. Elle ne circule pas le week-end mais la liaison S19 effectue le parcours Nivelles - Louvain via Bruxelles-National-Aéroport (en semaine, ce train relie Charleroi-Central à l'aéroport).
Tous les trains de la ligne S9 sont composés d’automotrices série AM 86 de la SNCB. La plupart des trains sont composés de deux automotrices (soit quatre voitures), plus rarement une seule (deux voitures) et dans de rares cas trois (soit six voitures).
Au début, elle était assurée par des automotrices AM 80, ce qui constituait la seule desserte RER assurée avec ce type de matériel qui était avant tout destiné aux InterCity. Elles ont été remplacées par des AM 86 au changement d’horaire de décembre 2017.

## Projets
La ligne 124, actuellement à double voie entre Bruxelles-Midi et Luttre, doit être mise à quatre voies sur la quasi-totalité de son parcours, ce qui permettra d’augmenter la fréquence des trains et de faire circuler simultanément des trains rapides et des trains lents à arrêts fréquents. Les travaux, retardés par des demandes de permis d’urbanisme, ne sont entamés que sur une partie du trajet et ne devraient pas être terminés avant 2033. La reconstruction de plusieurs des gares entre Linkebeek et Nivelles accompagnera cette mise à quatre voies. Un nouvel arrêt, Braine-Alliance, est prévu en décembre 2025 entre Braine-l'Alleud et Lillois.
À partir de décembre 2025, les trains S9 circuleront également les samedis.